# Westland Aircraft

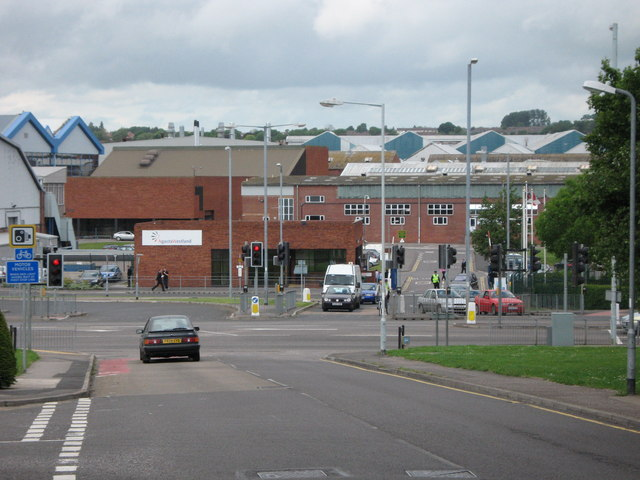
Entrada a Westlands en Yeovil.

Westland Aircraft fue una empresa británica fabricante de aeronaves ubicada en Yeovil, Somerset, Formada gracias a la separación con Petters Ltd justo antes del inicio de la Segunda Guerra Mundial Westland había construido de aeronaves de 1915. Durante la guerra, la empresa produjo una serie de diseños en general sin éxito, pero su Lysander serviría como un importante enlace con los aviones de la Royal Air Force. Después de la guerra, la empresa se centró en helicópteros y que finalmente se fusionó con otras empresas británicas como la división de helicópteros de Bristol, Fairey Aviation y Saunders Roe, para crear en 1961 Westland Helicopters. En 2001 se unió con Agusta para formar AgustaWestland con Westland Helicopters Limited como una filial de propiedad total.

## Productos

### Aeronaves de ala fija

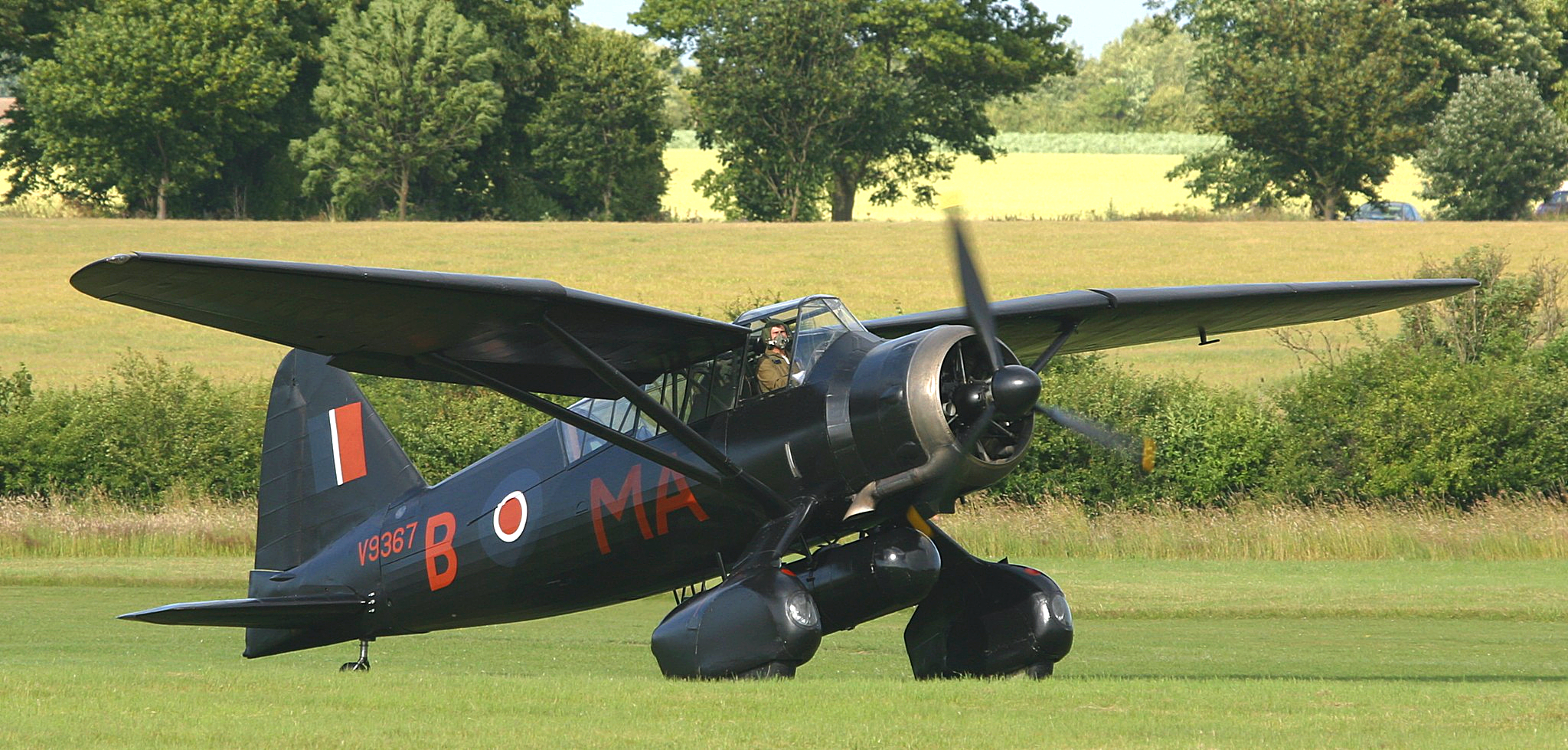
Westland Lysander

- Westland N.1B
- Westland Wagtail
- Westland Weasel
- Westland Limousine
- Westland Walrus
- Westland Dreadnought
- Westland Woodpigeon
- Westland Widgeon
- Westland Yeovil
- Westland Wizard
- Westland Westbury
- Westland Wapiti
- Westland Witch
- Westland-Hill Pterodactyl
- Westland Interceptor
- Westland IV y Wessex
- Westland C.O.W. Gun Fighter
- Westland Wallace
- Westland PV-3 (Houston-Westland)
- Westland PV-6 (Houston-Wallace)
- Westland PV.7
- Westland F.7/30
- Westland Lysander
- Westland Whirlwind
- Westland Welkin
- Westland Wyvern

### Helicópteros

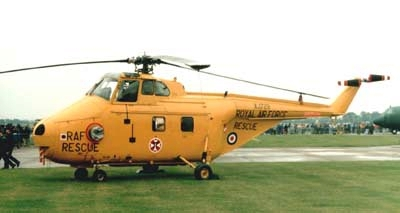
Westland Whirlwind.

- Westland Dragonfly - versión de producción del Sikorsky S-51.
- Westland Wessex - versión de producción del Sikorsky S-58
- Westland Whirlwind - versión de producción del Sikorsky S-55/H-19 Chickasaw.
- Westland Widgeon - Modernización del Westland WS-51 Dragonfly.
- Westland Westminster - prototipo
- Westland Scout
- Westland Wasp
- Westland Sea King - versión de producción del Sikorsky Sea King.
- Westland Lynx
- Westland 30- versión civil del Westland Lynx.

### Others
- Westland-Lepere Autogiro